# Hyposoter obliquus
Hyposoter obliquus là một loài tò vò trong họ Ichneumonidae.